# Tom Tyler (Schauspieler)

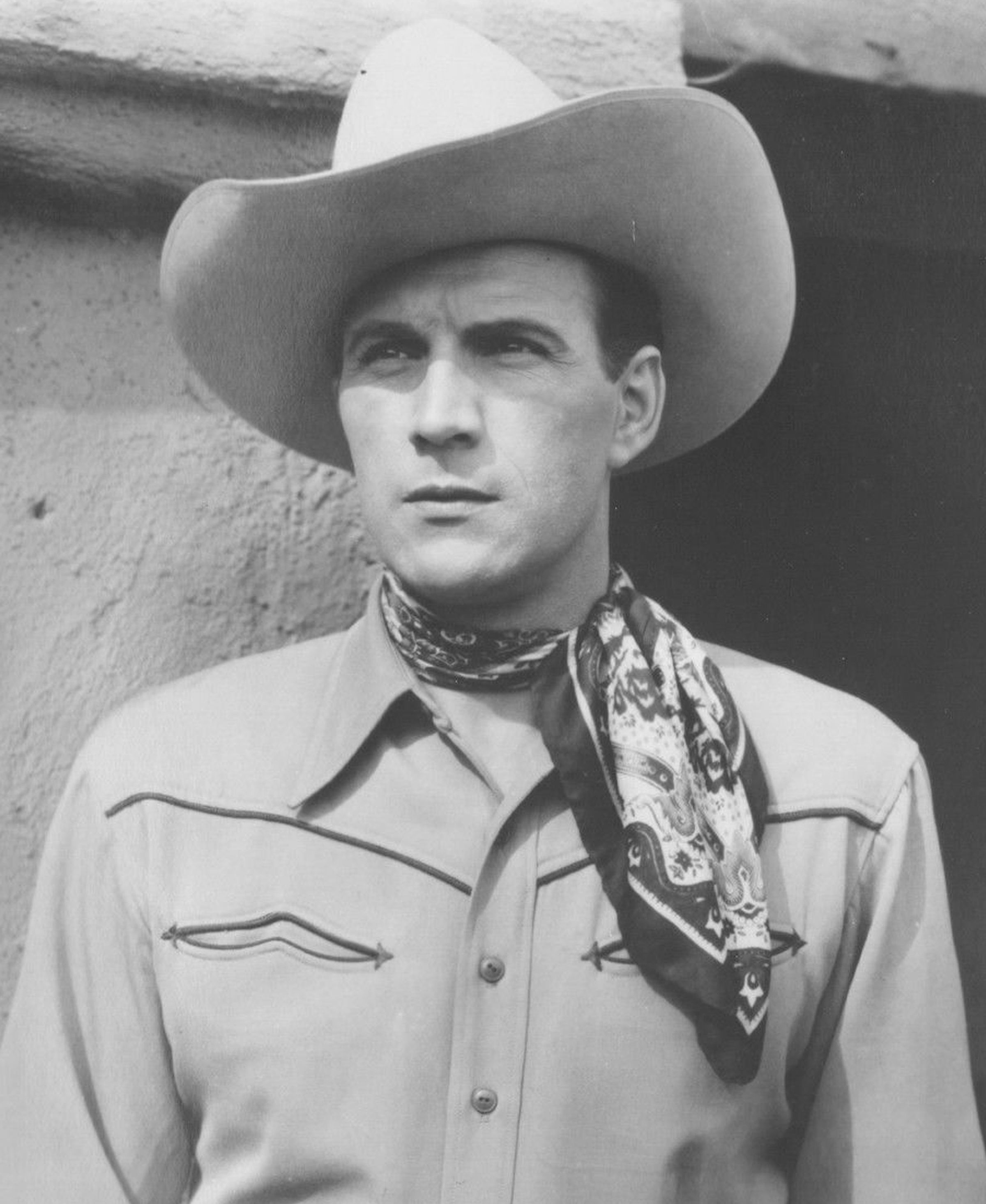
Tom Tyler

Tom Tyler, eigentlich Vincent Markowski (* 9. August 1903 in Port Henry, New York, USA; † 1. Mai 1954 in Hamtramck, Michigan) war ein US-amerikanischer Schauspieler in Stumm- und Tonfilmen.

## Leben
Tyler wurde in eine amerikanisch-polnische Familie als Vincent Markowski geboren. Tyler hatte eine lange Filmlaufbahn, angefangen im Stummfilm in den 1920er bis in die 1950er Jahre. In den 1920er Jahren war er ein wichtiger Westerndarsteller bei FBO. Er spielte in einer großen Anzahl von Filmen mit, darunter Western wie zum Beispiel John Fords Ringo (Stagecoach) und Der Teufelshauptmann. Die meisten seiner Filme waren B-Movies, für die er nur bescheidene Gehälter bekam. Nur seine große Sportlichkeit verhalf dem Athleten Tyler bisweilen zu Rollen in größeren Studios, für die seine Robustheit allerdings der entscheidende Faktor war und nicht seine schauspielerischen Fähigkeiten. So spielte er beispielsweise die Mumie in Die Hand der Mumie (The Mummys Hand) oder den Titelhelden in der ersten Filmadaption eines Superheldencomics, dem Film Die unglaublichen Abenteuer des Captain Marvel (The Adventures of Captain Marvel).
Eine weitere erwähnenswerte Rolle war seine Rolle in Das Phantom, mit der er dank seiner hervorragenden Körpersprache und Charakterisierung dieser Rolle großen Erfolg hatte. Zehn Jahre nach dieser, seiner letzten großen Filmrolle, versuchte Columbia Pictures ihn für eine Fortsetzung des Films zu gewinnen, was allerdings durch seinen Tod im Jahr 1954 verhindert wurde. Der Film erschien, zu den Abenteuern des Captain Africa (The Adventures of Captain Africa) umgeschrieben, dann doch noch mit John Hart in der Hauptrolle.

## Filmografie (Auswahl)
- 1924: Liebesurlaub einer Königin (Three Weeks)
- 1925: The Wyoming Wildcat
- 1925: Ben Hur (Ben-Hur: A Tale of the Christ)
- 1925: Im Tale der wilden Pferde (Wild Horse Mesa)
- 1926: Der Cowboykönig der kalifornischen Berge (Born to Battle)
- 1927: Die Schuld des Tom Carrigan (The Desert Pirate)
- 1930: Ein Mann für sie (Her Man)
- 1932: Das Dschungelgeheimnis (Jungle Mystery) (Serial)
- 1932: Clancy of the Mounted (Serial)
- 1933: Phantom of the Air (Serial)
- 1935: Silent Valley
- 1939: Ringo (Stagecoach)
- 1939: Reiter in der Nacht (The Night Riders)
- 1939: Trommeln am Mohawk (Drums Along the Mohawk)
- 1939: Vom Winde verweht (Gone with the Wind)
- 1940: Früchte des Zorns (The Grapes of Wrath)
- 1940: Der Westerner (The Westerner)
- 1940: The Mummy’s Hand
- 1941: Adventures of Captain Marvel (Serial)
- 1942: Zeuge der Anklage (The Talk of the Town)
- 1943: The Phantom
- 1945: Schnellboote vor Bataan (They Were Expendable)
- 1945: Ein Mann der Tat (San Antonio)
- 1946: Land der Banditen (Badman’s Territory)
- 1947: Schmutzige Dollars (Cheyenne)
- 1948: Nacht in der Prärie (Blood on the Moon)
- 1948: Die drei Musketiere (The Three Musketeers)
- 1948: Der Schrecken von Texas (Return of the Bad Men)
- 1948: Abenteuer im Wilden Westen (The Dude Goes West)
- 1949: Der Teufelshauptmann (She Wore a Yellow Ribbon)
- 1949: Ich erschoß Jesse James (I Shot Jesse James)
- 1949: Der Berg des Schreckens (Lust for Gold)
- 1949: Sie ritten mit Jesse James (The Younger Brothers)
- 1949: Samson und Delilah (Samson and Delilah)
- 1950: Banditenjäger (Crooked River)
- 1950: Harte Männer aus Wildwest (Hostile Country)
- 1950: Gauner, Gangster, schöne Mädchen (The Daltons’ Women)
- 1951: In Rache vereint (The Great Missouri Raid)
- 1951: Der Rächer (Best of the Badmen)
- 1952: Tolle Texasgirls (Outlaw Women)
- 1952: Der König der Wildnis (The Lion and the Horse)
- 1953: Mit Winchester und Peitsche (Cow Country)